# Nikopol (Ukraina)

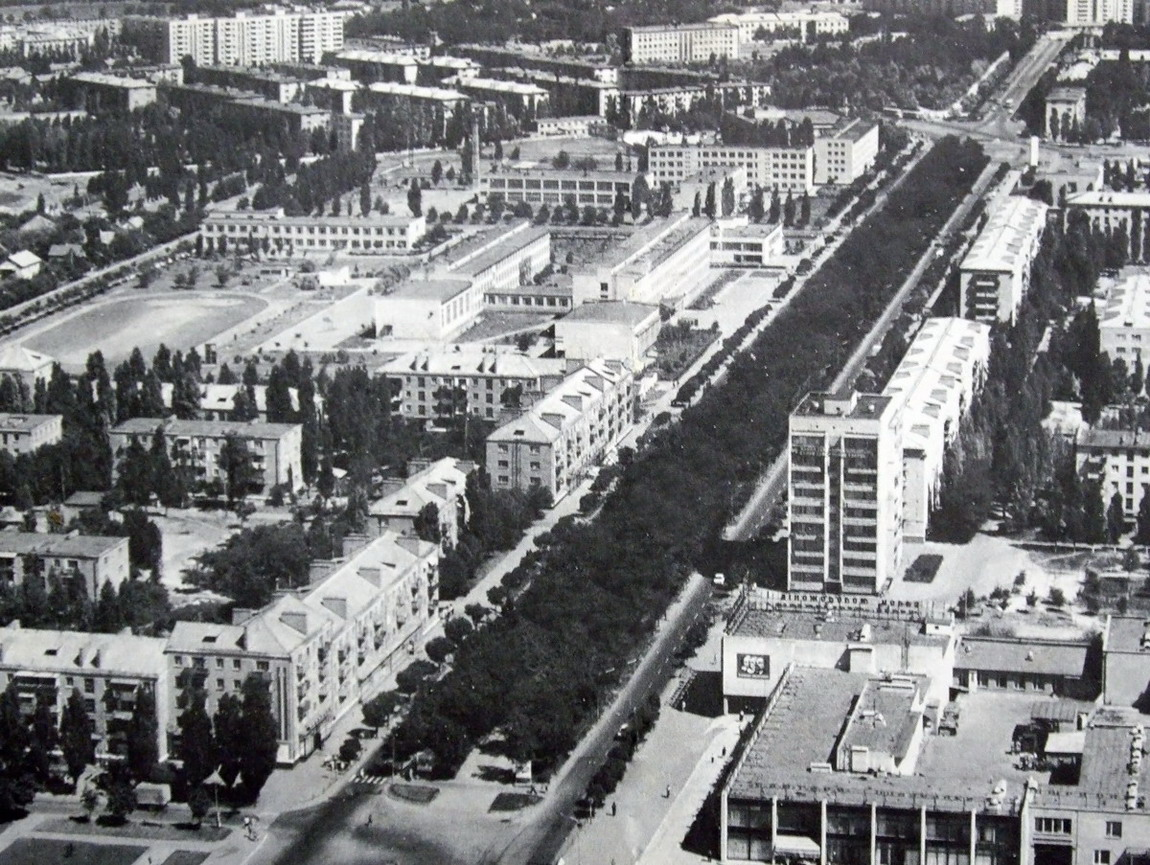
Widok na centralną część miasta, 1980

Panorama Zakładów Żelazostopów Nikopol

Nikopol (ukr. Нікополь) – miasto w południowej części Ukrainy, w obwodzie dniepropetrowskim, port nad Dnieprem (Kachowski Zbiornik Wodny). 1 stycznia 2022 liczyło 105 160 mieszkańców. 
Wraz z miastami: Pokrow i Marganiec oraz osadą Tomakiwka wchodzi w skład aglomeracji Nikopolskiej.
W mieście rozwinął się przemysł hutniczy, maszynowy, spożywczy, materiałów budowlanych, włókienniczy oraz odzieżowy.

## Wojna rosyjsko-ukraińska (2022)
W 2022 r., podczas rosyjskiej inwazji na Ukrainę, Nikopol od 1 lipca jest stale poddawany rosyjskiemu ostrzałowi. Ostrzał prowadzony jest z miasta Enerhodar, które znajduje się na przeciwległym brzegu Dniepru, zdobytego przez siły rosyjskie. Aby uniknąć odwetowych uderzeń wojsk ukraińskich, Rosjanie, stosując szantaż nuklearny, rozmieszczają broń na terenie Zaporoskiej Elektrowni Jądrowej. W podobnej sytuacji znalazła się sąsiednia osada Marganiec.